# 石伊雄太
石伊 雄太（いしい ゆうた、2000年8月18日 - ）は、三重県尾鷲市出身のプロ野球選手（捕手）。右投右打。中日ドラゴンズ所属。

## 経歴

### プロ入り前
尾鷲市立宮之上小学校4年時に「尾鷲少年野球団」で野球を始め、尾鷲市立尾鷲中学校へ進学後は「伊勢ボーイズ」に所属した。小学校の1学年下に上田大河がおり、野球団では上田および1学年上の湯浅京己とチームメイトの間柄だった。また、湯浅とは中学校時代の所属チームは違うが、学校は同じであった。
近畿大学工業高等専門学校では3年間で甲子園大会出場はなく、3年夏は三重大会2回戦で敗退した。
近大高専3年次修了後は近畿大学工学部へ進学。3年秋のリーグ戦で最優秀選手賞を受賞し、通算で4度ベストナインに選出された。プロ志望届を提出したが、2022年のドラフト会議での指名はなかった。
その後は日本生命へ入社し、同社OB福留孝介特別コーチの指導のもと、打撃力向上に取り組んだ。1年目の2023年から正捕手を務め、同年の第48回社会人野球日本選手権大会では東京ガスとの2回戦で本塁打を放った。
2024年のドラフト会議において、中日ドラゴンズから4位指名を受けた。12月5日、契約金6000万円、年俸1000万円で入団に合意した（金額は推定）。背番号は9。担当スカウトは山本将道。

### 中日時代
2025年、新人ながら開幕一軍入りを果たし、3月28日の開幕戦から守備に就いた。5月末時点で8試合の出場にとどまっていたが、6月に入り、交流戦前最後の試合となった対巨人11回戦（バンテリンドームナゴヤ）で先発出場し4打数2安打を記録すると、交流戦に入ってからも先発で起用されることが多くなり、同月11日の対楽天2回戦（楽天モバイルパーク宮城）では、セ・リーグ新人として史上4人目となる1試合5安打を記録した。
7月8日、対巨人12回戦(ヤマリョースタジアム山形)5回表に西舘勇陽からプロ初本塁打を放った。

## 選手としての特徴
遠投115m、投手練習の際に最速147km/hを記録する程の強肩で、二塁送球タイムは1.8秒台を記録している。

## 詳細情報

### 記録

#### 初記録
- 初出場：2025年3月28日、対横浜DeNAベイスターズ1回戦（横浜スタジアム）、8回裏に捕手で出場[11]
- 初先発出場：2025年4月2日、対読売ジャイアンツ2回戦（バンテリンドーム ナゴヤ）、「8番・捕手」で先発出場[14]
- 初打席：同上、3回裏に山﨑伊織から空振り三振[14]
- 初安打・初打点：2025年4月10日、対広島東洋カープ3回戦（バンテリンドーム ナゴヤ）、5回裏に玉村昇悟から左前適時安打[15]
- 初本塁打：2025年7月8日、対読売ジャイアンツ12回戦（ヤマリョースタジアム山形）、5回表に西舘勇陽から左越ソロ[16]

#### その他の記録
- 新人が1試合5安打：2025年6月11日、対東北楽天ゴールデンイーグルス2回戦（楽天モバイルパーク宮城）※史上11人目、12度目、セ・リーグ史上4人目、8番、そして捕手として出場での記録は初[12]

### 背番号
- 9（2025年[8] - ）